# Vriezenveen
Vriezenveen est un village situé dans la commune néerlandaise de Twenterand, dans la province d'Overijssel. Le 1er janvier 2006, le village comptait 13 389 habitants.
Le 1er janvier 2001, la commune de Den Ham a été rattachée à Vriezenveen. Le 1er janvier 2002, cette nouvelle commune est appelée Twenterand.

## Galerie

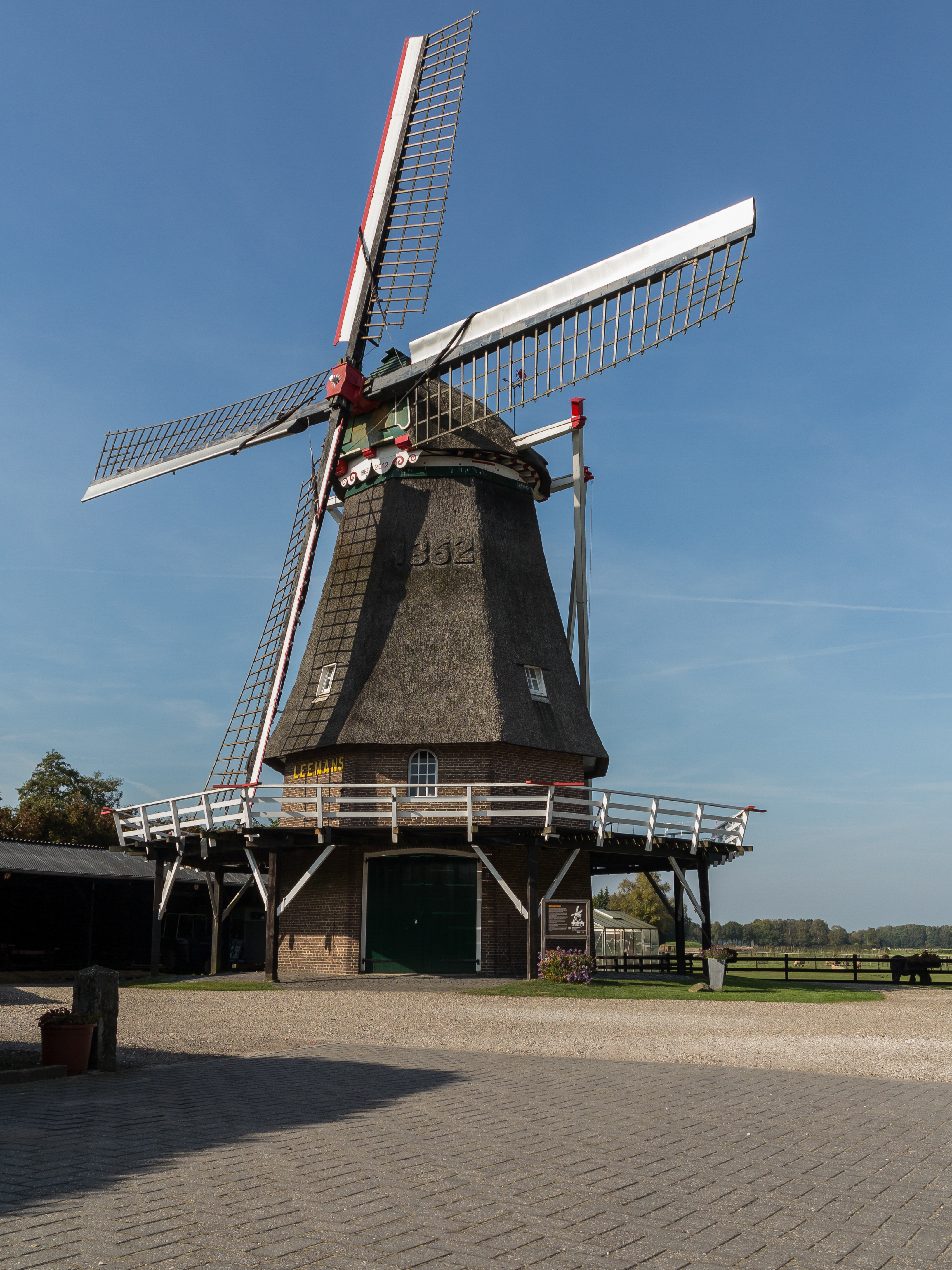
De Leemansmolen.
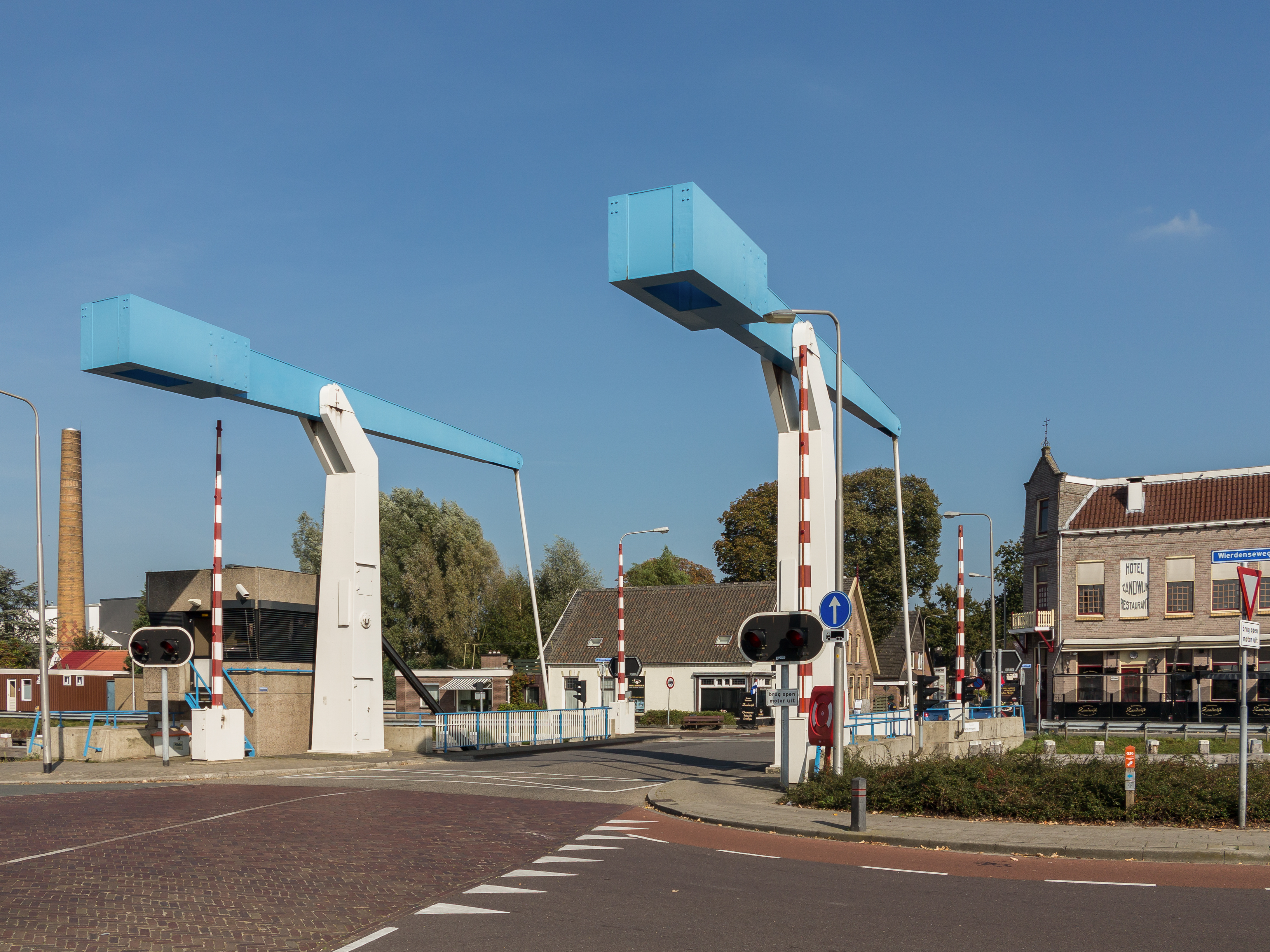
Pont basculant.
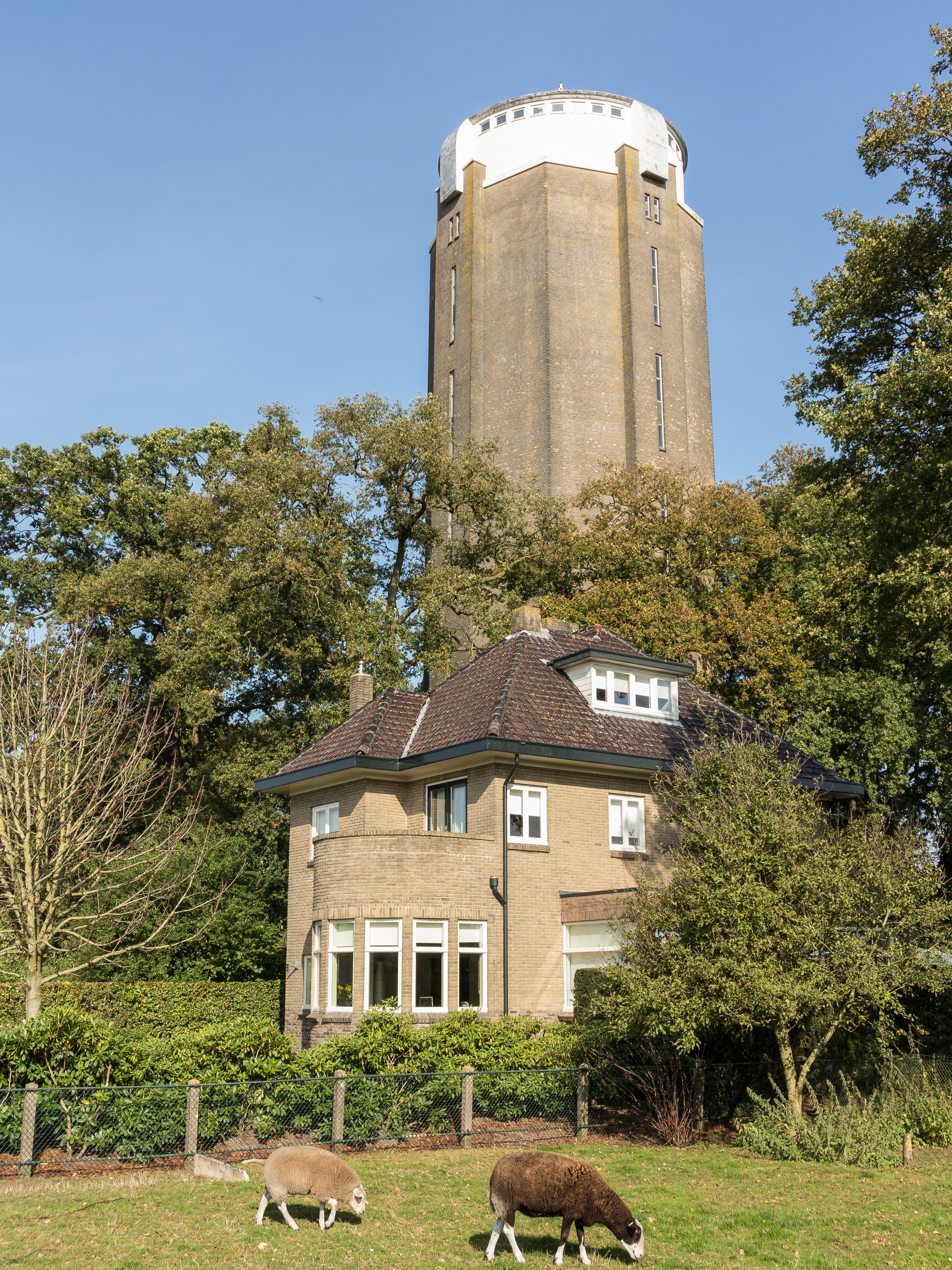
Château d'eau.